# مقاطعة بويبلو (كولورادو)
مقاطعة بويبلو (بالإنجليزية: Pueblo County)‏ هي إحدى مقاطعات ولاية كولورادو في الولايات المتحدة الأمريكية.